# ایمره لاکاتوش
ایمره لاکاتوش (به مجاری: Imre Lakatos) فیلسوف مجاری ریاضیات و علم بود.

## زندگی
در ۹ نوامبر ۱۹۲۲ (میلادی) در خانواده‌ای یهودی زاده شد. وی در ۲ فوریه ۱۹۷۴ درگذشت.

## اندیشه
لاکاتوش به برنامه پژوهشی باور داشت و بر خلاف نظریه کارل پوپر گزاره‌های علمی، انتزاعی و بیرون از زمان و مکان نیستند بلکه هر کدام از آن‌ها در درون یک برنامه پژوهشی قرار دارند.
در واقع لاکاتوش با مطرح کردن متدولوژی برنامه‌های پژوهش علمی (Methodology of Scientific Research programs) ادعا می‌کند که واحد دستاورد علمی عبارت از یک فرضیه جدا و یگانه نیست، بلکه در واقع یک برنامه تحقیق است که این واحد را تشکیل می‌دهد، علم عبارت از آزمایش و خطای ساده و یک سری حدس‌ها و ابطال‌ها نیست به باور وی تئوری جاذبه نیوتون، تئوری نسبیت اینشتاین، مکانیک کوانتومی، مارکسیسم و فرویدیسم، همگی برنامه‌های پژوهشی هستند.
لاکاتوش به رفو کردن فرضیاتی باور داشت که برنامه‌های تحقیق علمی دربرداشتند. وی از این فرضیات به عنوان کمربند محافظ (Protective belt) در برابر مفروضات بنیادین نام می‌برد.